# Metal-Flake-Lackierung

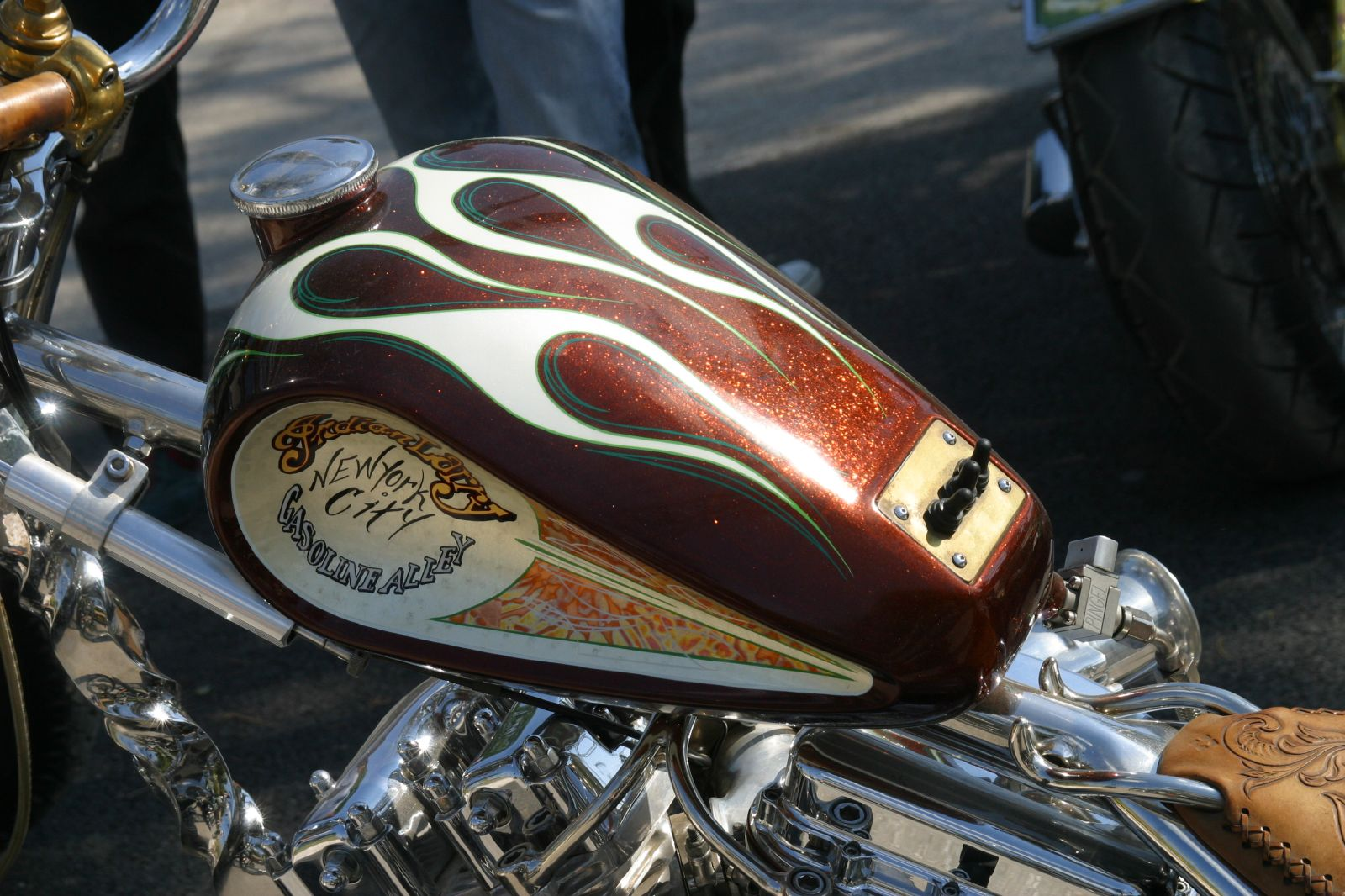
Tank des "Wild Child chopper" von Indian Larry

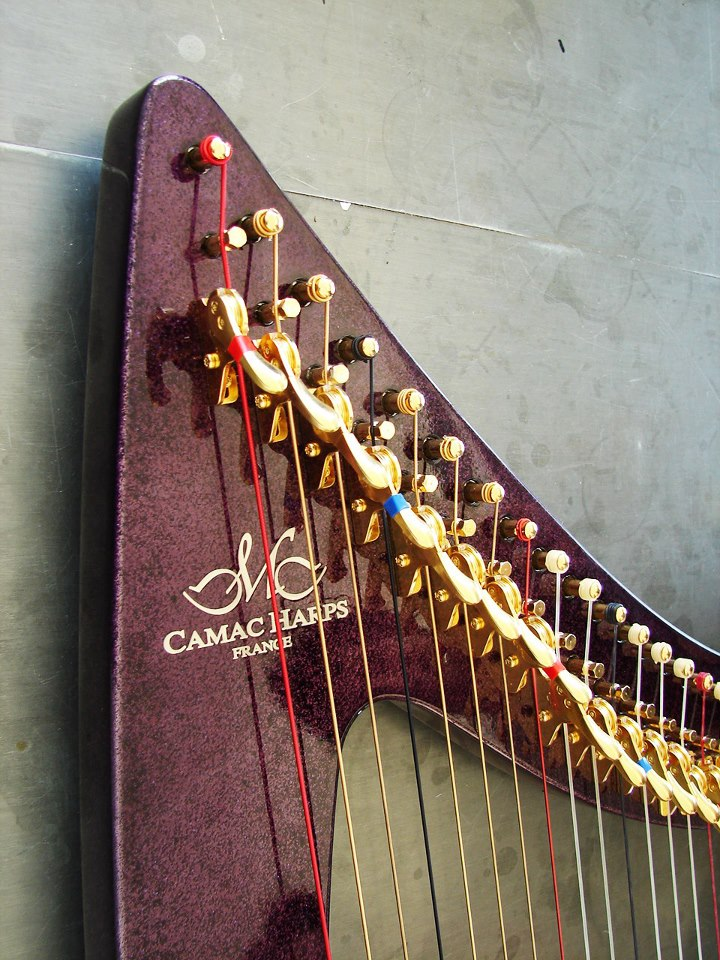
Harfe mit Metal-Flake Lackierung

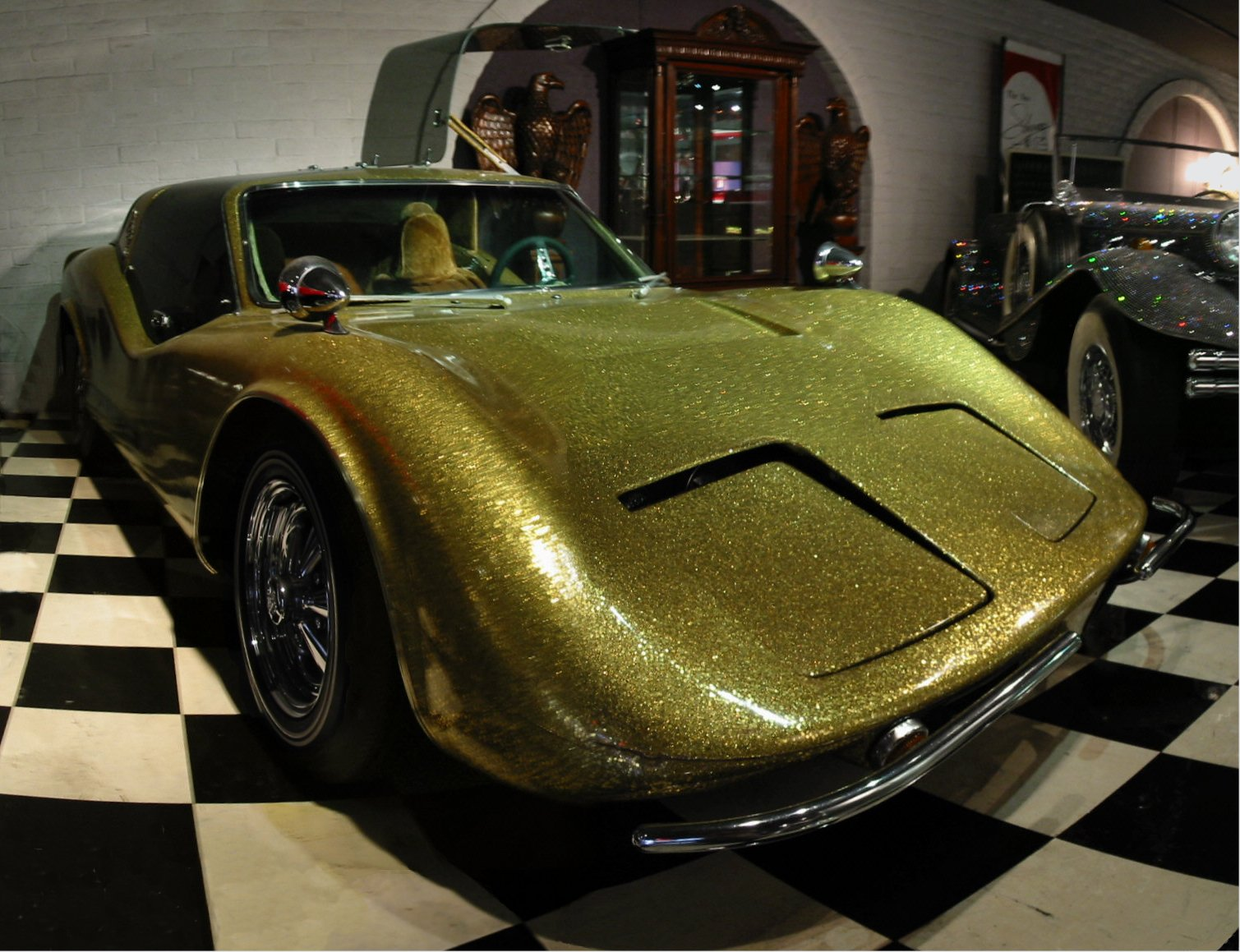
Bradley GT

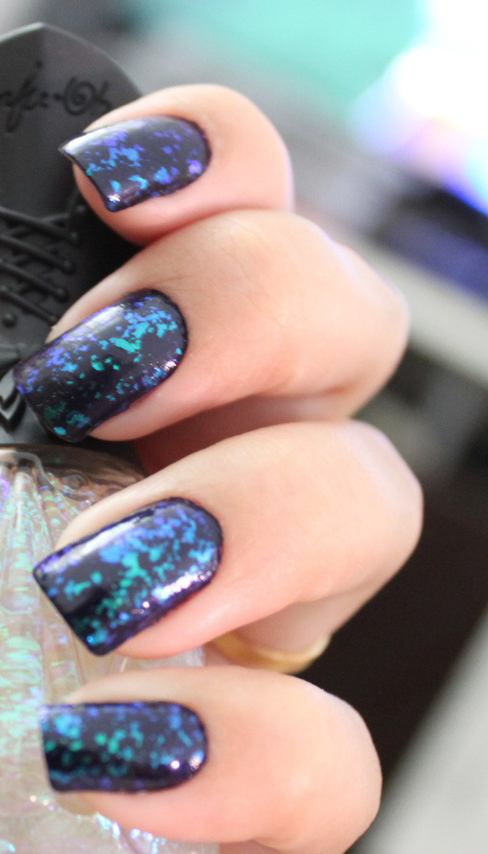
Nagellack

Eine Metal-Flake-Lackierung ist eine Lackierung, bei der metallisch glänzende Partikel (Effektpigmente) in den Lack gemischt werden, die allerdings viel größer sind und eine stärkere Brillanz aufweisen als bei herkömmlicher Metallic-Lackierung. Sie findet vor allem bei der Oberflächengestaltung von Autos und Motorrädern Verwendung, aber auch auf Musikinstrumenten oder als Fingernagellack.

## Geschichte
Das Einbetten von Metallplättchen in Lackschichten wurde im 19. Jahrhundert von Künstlern in Japan praktiziert, die dazu Gold- und Silberplättchen (Flocken) verwendet haben. Die Technik ist unter der Bezeichnung Hirameji bekannt.

## Verarbeitungstechnik
Eine Metal-Flake-Lackierung ist gegenüber den normalen Lackiermethoden, meist bei Fahrzeugen wie KFZ und Motorrädern, als Designlackierung zu bewerten. Gegenüber Lackierungen in RAL-Farben, das heißt Lacken, welchen ein Erkennungscode (RAL-Nummer) zugeordnet wurde, um sie an speziellen Mischanlagen exakt zu reproduzieren, ist der Vorgang bei den Metal-Flake-Lackierungen komplizierter. Die Vorarbeit umfasst das Reinigen und Anrauen, gegebenenfalls Spachteln und Füllern sowie das Grundieren.
Bei Standardlackierungen wird der Basislack 1K, unifarben oder metallic aufgetragen und anschließend mit Klarlack versiegelt. Dies verleiht dem Lackbild die nötige Beständigkeit und Brillanz. Es besteht auch die Möglichkeit, mit einem 2K Lack zu lackieren; hierbei wird kein Klarlack mehr benötigt.
Metal-Flake-Lackierungen unterscheiden sich bis auf die Vorarbeit und die Basislackierung von einer Standardlackierung. Es werden, fast vergleichbar einer Metallic-Lackierung, metallisch glänzende Partikel in den Lack gemischt. Allerdings sind diese viel größer und weisen eine stärkere Brillanz auf. Während man sich beim metallic noch im Mikrometer-Bereich bewegt, spricht man bei den sogenannten „Metal Flakes“ von Größenangaben in Millimetern. Am häufigsten jedoch sind diese Angaben als Micro-Flakes (Mini Flakes), S (Klein), M (Mittel), L (Groß) und Big Flakes deklariert. Je nach Wunsch kann also die Größe der einzelnen Effektpartikel bestimmt werden sowie die Dichte im Lackbild. Dieses wird durch die Menge und die Verteilung im Lack erzielt.
Es gibt keine Datenblätter oder Anleitungen, wie die Flakes aufgetragen werden. Oft werden die Flakes in den Klarlack gemischt, mit einer Lackierpistole und grober Düse aufgetragen. Der Effekt ist hierbei zwar vorhanden, aber nur geringfügig ausgenutzt. Andere streuen die Flakes auf die frisch lackierte und noch nicht getrocknete Lackoberfläche. Das Ergebnis ist eher ungleichmäßig und schwer zu koordinieren; gerade bei Teilen, welche nicht eben, sondern bspw. rund sind. Bei größerer Menge und größeren Flakes steigt die Anzahl der Klarlackschichten. Hierbei sind gegebenenfalls Zwischenschliffe der einzelnen Lackschichten notwendig.
Flakes sind in vielen verschiedenen Farben erhältlich, ebenso wie fertige Farbmischungen. Farblich können zudem verschiedene Effekte durch die Farbwahl der Basislackierung erzielt werden.

## Anwendung
Vollflächige "Metal Flake Lackierungen" finden meist Einsatz im Kfz-Bereich. Verwendet werden kleine Flakes, da bei den großen Flächen Aufwand und Kosten bei großen Flakes ansteigen. Große Flakes werden überwiegend bei kleineren Teilen wie Motorradtanks und Verkleidungen verwendet.
Variationen wie der Einsatz von "Candy-Lacken" und das Airbrushverfahren sind möglich. Unter Candy-Lacken versteht man transparente, farbige Lasurlacke, die den Untergrund farblich abtönen. Es werden einzelne Flächen abgeklebt und abschattiert und/oder mit verschiedenen Mustern (Pattern) wie bspw. Fischschuppen, Ornamenten oder Würfelmustern versehen. Darüber hinaus können Handlinierungen (Pinstripes) und handgemalte Schriften (Lettering) in die Muster eingebracht werden.
Neben Lackierungen für Kraftfahrzeuge werden auch Musikinstrumente, Fingernägel und Gebrauchsgegenstände mit Metall-Flake-Lackierungen versehen. Auch Künstler wie John Chamberlain fassen ihre Skulpturen gelegentlich mit derartigen Lacken.